# Tokimeki Memorial Online
Tokimeki Memorial Online (ときめきメモリアルONLINE?) è il primo gioco della serie Tokimeki Memorial ad essere giocabile su internet.
Nessuno dei giochi della serie era stato ufficialmente esportato al di fuori del Giappone, benché fossero facilmente reperibili nei negozi che trattavano giochi d'importazione. Nel caso di Tokimeki Memorial Online (anche detto TMO), la versione base era addirittura un download gratuito.
Per giocare a TMO, bisogna creare un account gratuito sul sito della Konami e comprare una chiave di attivazione con una carta di credito o con sistemi di pagamento tipo WebMoney o PayPal.
Konami ha annunciato che i server per il gioco sarebbero stati spenti definitivamente il 31 luglio 2007  Archiviato il 29 marzo 2007 in Internet Archive., pertanto TMO ha cessato di essere giocabile.
L'anime Tokimeki Memorial Only Love è basato su Tokimeki Memorial Online.

## Personaggi "conquistabili"
- Sayuri Amamiya (天宮 小百合)
- Haru Sakurai (桜井 晴)
- Tsukasa Kasuga (春日 つかさ)
- Mina Yayoi (弥生 水奈)
- Kōya Inukai (犬飼 洸也)